# The Grey Zone
The Grey Zone (bra Cinzas da Guerra) é um filme norte-americano de 2001, do gênero drama de de guerra, dirigido e roteirizado por Tim Blake Nelson baseado no livro Ich war Doktor Mengeles Assistent. Ein Gerichtsmediziner in Auschwitz, de Miklós Nyiszli.
Trata-se da história da única revolta conhecida no campo de extermínio de Auschwitz-Birkenau, no sul da Polônia ocupada pelos nazistas, em 1944. 

## Sinopse
Encarregados de conduzir os judeus deportados para as câmaras de gás e depois cremar os cadáveres, um grupo de Sonderkommandos, também formado por judeus, descobre que uma menina sobrevivera milagrosamente ao assassinato em massa. Ao mesmo tempo em que tentam mantê-la viva, escondendo-a dos nazistas, tramam uma revolta com a ajuda de prisioneiras que lhes passam secretamente armas e munições.

## Elenco
- David Arquette ... Hoffman
- Velizar Binev ... Moll
- David Chandler ... Max Rosenthal
- Michael Stuhlbarg ... Cohen
- George Zlatarev ... Lowy (Georgy Zlatarev)
- Dimitar Ivanov ... Homem velho
- Daniel Benzali ... Simon Schlermer
- Allan Corduner ... Dr. Miklos Nyiszli
- Steve Buscemi ... 'Hesch' Abramowics
- Harvey Keitel ... Erich Mußfeldt
- Henry Stram ... Josef Mengele